# 이와미정
이와미정(일본어: 岩美町)은 일본 돗토리현 최북단에 있는 이와미군의 정이다.
정의 중앙을 가모강이 흐르고 동해와 접하는 동서 약 15km의 리아스식 해안은 우라도메 해안으로 불린다.

## 역사
- 1954년 7월 1일 - 우라도메정·이와이정·아즈마촌·다지리촌·아지로촌·오이와촌·혼조촌·오다촌·가모촌이 대등 합병해 이와미정이 탄생하였다.

## 교통

### 철도
- 서일본 여객철도 산인 본선

### 도로
- 국도 9호선
- 국도 178호선

## 자매 도시
- 일본 효고현 신온센정